# Kelly Chen
Kelly Chen (陳慧琳 pinyin: Chén Hùi Lín. Kantonesisk: „Chan Wai Lam“) (født 13. september 1972 i Hongkong) er en skuespiller og sanger. 

## Liv og karriere
Foruden almindelig skolegang i Hong Kong har hun også gået på Kobe Canadian Academy High School i Japan. Hun er uddannet som grafikdesigner fra Parsons School of Design i New York City
Udover kantonesisk og mandarin taler hun også japansk, koreansk og engelsk.
 Dette afsnit eller denne liste er kun påbegyndt. Hvis du ved mere om emnet, kan du hjælpe Wikipedia ved at tilføje mere.

## Udvalgt filmografi
- Whatever Will Be, Will Be (仙樂飄飄, 1995)
- Lost and Found (天涯海角, 1996)
- Anna Magdalena (安娜瑪德蓮娜, 1998)
- Hot War (幻影特攻, 1998)
- Metade Fumaca (半支煙, 1999) – Cameo
- Tokyo Raiders (東京攻略, 2000)
- And I Hate You So (小親親, 2000)
- Lavender (薰衣草, 2000)
- Calmi Couri Appassionati (冷靜與熱情之間, 2001)
- Merry Go Round (初戀拿喳麵, 2001) – Cameo
- Infernal Affairs (無間道, 2002)
- Infernal Affairs III (無間道 III, 2003)
- Breaking News (大事件, 2004)
- Super Model (我要做Model, 2004) – Cameo